# Jules Cluzel
Jules Cluzel (Montluçon, Francia; 12 de octubre de 1988) es un piloto de motociclismo francés que compite en el campeonato del mundo de Supersport. Ha corrido anteriormente varias temporadas en el Mundial de Moto2, ganando una carrera, y en el Campeonato del Mundo de Superbikes.

## Biografía
En 2005 debutó en el campeonato del mundo en la categoría de 125cc como wild card en el GP de Francia a los mandos de una Malaguti. En total participó en 3 grandes premios mientras que también competía con notables resultados en el campeonato francés de velocidad.
En 2006 completó la temporada a los mandos de una Aprilia en la categoría de 250cc terminando en la vigésima plaza en el campeonato, tras lograr puntuar en cuatro Grandes Premios. En 2007 cambió de escudería, pasando a la italiana Angaia Racing con la que sumó 19 puntos y se clasificó en la 21.ª posición final.
Tras su paso por 250cc regresó en 2008 al octavo de litro con la escudería Loncin Racing, temporada en la cual no llegó a puntuar.
En la temporada 2009, nuevamente en la categorìa de 250cc, compitió en el equipo Matteoni Racing (Aprilia). En su debut en Catar se hizo con su primer podio siendo segundo tras Héctor Barberá, esta fue su mejor temporada hasta la fecha, terminó el mundial 12.º con 82 puntos.
Destacó en su primera temporada en Moto2, en 2010, en pero la posterior campaña los resultados fueron muy pobres, acabó 21.º con 41 puntos, y quedándose fuera del mundial en 2012.
En 2012, Jules aseguró querer hacer "reset" y olvidar la temporada 2011, y se marchó al campeonato del mundo de Supersport, con el equipo PTR Honda. Asombró a todos siendo el mejor rookie del año y quedando subcampeón de dicha categoría con 210 puntos, por detrás del turco Kenan Sofuoglu.
Dicha actuación no pasó por alto y se ganó el ascenso al campeonato del mundo de Superbikes en 2013, de la mano de Suzuki. Jules fue consistente durante la temporada y finalizó 10.º, por delante de su compañero de equipo Leon Camier, en una temporada en la que su mejor resultado fue un 2.º puesto bajo agua en Silverstone.
En 2014, Jules se quedó sin asiento en Suzuki por la llegada de Eugene Laverty y el joven campeón de Superbike británica, Alex Lowes, y regresó a Supersport con una MV Agusta del equipo Yakhnich Motorsport.

## Resultados en el Campeonato del Mundo
Sistema de puntuación desde 1969 hasta 1987:
| Posición | 1.º | 2.º | 3.º | 4.º | 5.º | 6.º | 7.º | 8.º | 9.º | 10.º |
| Puntos   | 15  | 12  | 10  | 8   | 6   | 5   | 4   | 3   | 2   | 1    |

### Por temporada
| Temp. | Cat.  | Moto     | Equipo                    | Carreras | Victorias | Podios | Poles | V.Ráp. | Pts | Pos  |
| ----- | ----- | -------- | ------------------------- | -------- | --------- | ------ | ----- | ------ | --- | ---- |
| 2005  | 125cc | Honda    | Teams RMS Bigstore        | 1        | 0         | 0      | 0     | 0      | 0   | NC   |
| 2005  | 125cc | Malaguti | Malaguti Reparto Corse    | 2        | 0         | 0      | 0     | 0      | 0   | NC   |
| 2006  | 250cc | Aprilia  | Equipe GP De France-Scrab | 16       | 0         | 0      | 0     | 0      | 15  | 20.º |
| 2007  | 250cc | Aprilia  | Angaia Racing             | 17       | 0         | 0      | 0     | 0      | 19  | 21.º |
| 2008  | 125cc | Loncin   | Loncin Racing             | 15       | 0         | 0      | 0     | 0      | 0   | NC   |
| 2009  | 250cc | Aprilia  | Matteoni Racing           | 15       | 0         | 1      | 0     | 0      | 82  | 12.º |
| 2010  | Moto2 | Suter    | Forward Racing            | 17       | 1         | 2      | 0     | 1      | 101 | 7.º  |
| 2011  | Moto2 | Suter    | NGM Forward Racing        | 17       | 0         | 0      | 0     | 0      | 41  | 21.º |
| Total | Total | Total    | Total                     | 100      | 1         | 3      | 0     | 1      | 263 | -    |

#### Carreras por año
(Carreras en negrita indica pole position, carreras en cursiva indica vuelta rápida)
| Año  | Cat.  | Moto     | 1       | 2       | 3       | 4       | 5       | 6       | 7       | 8       | 9      | 10      | 11      | 12      | 13      | 14      | 15      | 16      | 17      | Pos  | Pts. |
| ---- | ----- | -------- | ------- | ------- | ------- | ------- | ------- | ------- | ------- | ------- | ------ | ------- | ------- | ------- | ------- | ------- | ------- | ------- | ------- | ---- | ---- |
| 2005 | 125cc | Honda    | SPA     | POR     | CHN     | FRA Ret | ITA     | CAT     | NED     | GBR     | GER    | CZE     | JPN     | MAL     | QAT     | AUS     |         |         |         | NC   | 0    |
| 2005 | 125cc | Malaguti |         |         |         |         |         |         |         |         |        |         |         |         |         |         | TUR 22  | VAL Ret |         | NC   | 0    |
| 2006 | 250cc | Aprilia  | SPA Ret | QAT Ret | TUR 16  | CHN 18  | FRA Ret | ITA Ret | CAT 13  | NED Ret | GBR 14 | GER 18  | CZE Ret | MAL 10  | AUS 12  | JPN 17  | POR Ret | VAL Ret |         | 20.º | 15   |
| 2007 | 250cc | Aprilia  | QAT 16  | SPA 16  | TUR Ret | CHN 16  | FRA Ret | ITA 19  | CAT 13  | GBR Ret | NED 20 | GER 15  | CZE 18  | RSM 11  | POR 13  | JPN 13  | AUS 12  | MAL 19  | VAL Ret | 21.º | 19   |
| 2008 | 125cc | Loncin   | QAT Ret | SPA 17  | POR Ret | CHN DNS | FRA     | ITA 23  | CAT 20  | GBR 16  | NED 18 | GER Ret | CZE 24  | RSM 16  | IND 16  | JPN Ret | AUS Ret | MAL 16  | VAL 19  | NC   | 0    |
| 2009 | 250cc | Aprilia  | QAT 2   | JPN Ret | SPA 8   | FRA DNS | ITA Ret | CAT 11  | NED Ret | GER 14  | GBR 11 | CZE 8   | IND Ret | RSM 6   | POR 5   | AUS 4   | MAL Ret | VAL Ret |         | 12.º | 82   |
| 2010 | Moto2 | Suter    | QAT 3   | SPA 11  | FRA Ret | ITA Ret | GBR 1   | NED 7   | CAT 14  | GER 12  | CZE 4  | IND Ret | RSM 6   | ARA 6   | JPN 16  | MAL 9   | AUS 23  | POR 17  | VAL 11  | 7.º  | 106  |
| 2011 | Moto2 | Suter    | QAT 7   | SPA Ret | POR Ret | FRA 11  | CAT 23  | GBR 4   | NED Ret | ITA 15  | GER 9  | CZE Ret | IND 16  | RSM Ret | ARA Ret | JPN 16  | AUS Ret | MAL 13  | VAL 13  | 21.º | 41   |

### Campeonato Mundial de Supersport

#### Por temporada
| Temp. | Moto             | Equipo                       | Carreras | Victorias | Podios | Poles | V.Rap. | Pts. | Pos  |
| ----- | ---------------- | ---------------------------- | -------- | --------- | ------ | ----- | ------ | ---- | ---- |
| 2012  | Honda CBR600RR   | PTR Honda                    | 13       | 4         | 8      | 5     | 3      | 210  | 2.º  |
| 2014  | MV Agusta F3 675 | MV Agusta Reparto Corse      | 11       | 3         | 7      | 5     | 2      | 148  | 2.º  |
| 2015  | MV Agusta F3 675 | MV Agusta Reparto Corse      | 9        | 3         | 7      | 6     | 5      | 155  | 4.º  |
| 2016  | MV Agusta F3 675 | MV Agusta Reparto Corse      | 12       | 2         | 5      | 2     | 1      | 142  | 2.º  |
| 2017  | Honda CBR600RR   | CIA Landlord Insurance Honda | 12       | 0         | 6      | 1     | 2      | 155  | 3.º  |
| 2018  | Yamaha YZF-R6    | NRT                          | 12       | 5         | 7      | 1     | 0      | 183  | 3.º  |
| 2019  | Yamaha YZF-R6    | GMT94 Yamaha                 | 12       | 3         | 6      | 1     | 0      | 200  | 3.º  |
| 2020  | Yamaha YZF-R6    | GMT94 Yamaha                 | 11       | 0         | 7      | 0     | 0      | 160  | 4.º  |
| 2021  | Yamaha YZF-R6    | GMT94 Yamaha                 | 21       | 4         | 9      | 3     | 4      | 279  | 4.º  |
| 2022  | Yamaha YZF-R6    | GMT94 Yamaha                 | 21       | 0         | 1      | 0     | 0      | 132  | 10.º |
| Total |                  |                              | 134      | 24        | 63     | 24    | 17     | 1764 |      |

 * Temporada en curso.

#### Carreras por Año
(Carreras en negrita indica pole position, carreras en cursiva indica vuelta rápida)
| Año  | Moto      | 1       | 2       | 3       | 4      | 5     | 6     | 7       | 8       | 9       | 10     | 11    | 12      | 13    | Pos. | Pts. |
| ---- | --------- | ------- | ------- | ------- | ------ | ----- | ----- | ------- | ------- | ------- | ------ | ----- | ------- | ----- | ---- | ---- |
| 2012 | Honda     | AUS 4   | ITA Ret | NED 6   | ITA 1  | EUR 3 | SMR 2 | SPA Ret | CZE 5   | GBR 1   | RUS 2  | GER 2 | POR 1   | FRA 1 | 2.º  | 210  |
| 2014 | MV Agusta | AUS 1   | SPA Ret | NED 3   | ITA 15 | GBR 2 | MAL 2 | SMR 1   | POR Ret | SPA Ret | FRA 1  | QAT 3 |         |       | 2.º  | 148  |
| 2015 | MV Agusta | AUS 1   | THA Ret | SPA Ret | NED 2  | ITA 2 | GBR 2 | POR 1   | SMR 1   | MAL 2   | SPA WD | FRA   | QAT     |       | 4.º  | 155  |
| 2016 | MV Agusta | AUS 17  | THA 1   | SPA 4   | NED 18 | ITA 2 | MAL 7 | GBR 8   | ITA Ret | GER 3   | FRA 1  | SPA 6 | QAT 3   |       | 2.º  | 142  |
| 2017 | Honda     | AUS Ret | THA Ret | SPA 4   | NED 3  | ITA 6 | GBR 3 | ITA 2   | GER 4   | POR 3   | FRA 5  | SPA 2 | QAT 2   |       | 3.º  | 155  |
| 2018 | Yamaha    | AUS 7   | THA Ret | SPA 3   | NED 1  | ITA 1 | GBR 2 | CZE 1   | MIS 4   | POR Ret | FRA 1  | ARG 1 | QAT Ret |       | 3.º  | 183  |
| 2019 | Yamaha    | AUS 2   | THA 1   | SPA 5   | NED 4  | ITA 7 | SPA 3 | MIS 4   | GBR 1   | POR 4   | FRA 6  | ARG 1 | QAT 2   |       | 3.º  | 200  |

| Año  | Moto   | 1       | 1     | 2     | 2       | 3       | 3       | 4     | 4     | 5       | 5       | 6     | 6     | 7      | 7       | 8     | 8      | 9     | 9      | 10    | 10    | 11    | 11     | 12      | 12     | Pos. | Pts. |
| Año  | Moto   | R1      | R2    | R1    | R2      | R1      | R2      | R1    | R2    | R1      | R2      | R1    | R2    | R1     | R2      | R1    | R2     | R1    | R2     | R1    | R2    | R1    | R2     | R1      | R2     | Pos. | Pts. |
| ---- | ------ | ------- | ----- | ----- | ------- | ------- | ------- | ----- | ----- | ------- | ------- | ----- | ----- | ------ | ------- | ----- | ------ | ----- | ------ | ----- | ----- | ----- | ------ | ------- | ------ | ---- | ---- |
| 2020 | Yamaha | AUS 2   |       | SPA 2 | SPA 2   | POR 6   | POR 2   | SPA 2 | SPA 2 | SPA 3   | SPA Ret | SPA   | SPA   | FRA    | FRA     | POR 9 | POR 9  |       |        |       |       |       |        |         |        | 4.º  | 160  |
| 2021 | Yamaha | SPA Ret | SPA 3 | POR 3 | POR 12  | ITA 4   | ITA 3   | NED 4 | NED 4 | CZE 7   | CZE Ret | SPA 4 | SPA 5 | FRA 3  | FRA Ret | SPA   | SPA    | SPA C | SPA 10 | POR 1 | POR 2 | ARG 1 | ARG 1  | INA 4   | INA 1  | 4.º  | 279  |
| 2022 | Yamaha | SPA 19  | SPA 6 | NED 4 | NED Ret | POR Ret | POR Ret | ITA 7 | ITA 9 | GBR Ret | GBR DNS | CZE   | CZE   | FRA 10 | FRA 2   | SPA 8 | SPA 15 | POR 7 | POR 6  | ARG 6 | ARG 6 | INA 8 | INA 10 | AUS Ret | AUS 11 | 10.º | 132  |

- * Temporada en curso.

### Campeonato Mundial de Superbikes

#### Por temporada
| Temp. | Moto             | Equipo               | Carreras | Victorias | Podios | Poles | V.Rap. | Pts. | Pos  |
| ----- | ---------------- | -------------------- | -------- | --------- | ------ | ----- | ------ | ---- | ---- |
| 2013  | Suzuki GSX-R1000 | Fixi Crescent Suzuki | 27       | 0         | 1      | 0     | 0      | 175  | 10.º |
| Total |                  |                      | 27       | 0         | 1      | 0     | 0      | 175  |      |

#### Carreras por año
(Carreras en negrita indica pole position, carreras en cursiva indica vuelta rápida)
| Año  | Moto   | 1      | 1     | 2     | 2     | 3     | 3       | 4      | 4       | 5     | 5     | 6     | 6     | 7       | 7      | 8      | 8     | 9     | 9     | 10    | 10     | 11    | 11    | 12    | 12    | 13      | 13     | 14     | 14    | Pos. | Pts. |
| Año  | Moto   | R1     | R2    | R1    | R2    | R1    | R2      | R1     | R2      | R1    | R2    | R1    | R2    | R1      | R2     | R1     | R2    | R1    | R2    | R1    | R2     | R1    | R2    | R1    | R2    | R1      | R2     | R1     | R2    | Pos. | Pts. |
| ---- | ------ | ------ | ----- | ----- | ----- | ----- | ------- | ------ | ------- | ----- | ----- | ----- | ----- | ------- | ------ | ------ | ----- | ----- | ----- | ----- | ------ | ----- | ----- | ----- | ----- | ------- | ------ | ------ | ----- | ---- | ---- |
| 2013 | Suzuki | AUS 11 | AUS 7 | SPA 6 | SPA 7 | NED 8 | NED Ret | ITA 17 | ITA Ret | GBR 9 | GBR 9 | POR 8 | POR 7 | ITA Ret | ITA 11 | RUS 10 | RUS C | GBR 6 | GBR 2 | GER 8 | GER 14 | TUR 7 | TUR 7 | USA 7 | USA 6 | FRA Ret | FRA 14 | SPA 11 | SPA 8 | 10.º | 175  |